# Генци, Самуил Готтлиб Рудольф
Самуил Готтлиб Рудольф Генци (1794—1829) — швейцарский лингвист, профессор Дерптского университета по кафедре экзегетики и восточных языков, декан богословского факультета; глава Дерптского отделения Российского библейского общества.

## Биография
Родился 7 сентября 1794 года в Берне, где и получил первоначальное и университетское образование. Во время своего пребывания в Бернском университете он в течение трёх лет занимался философией, затем богословием.
В 1816 году он по швейцарскому обычаю ординации принят кандидатом на церковные должности, после чего еще год изучал богословие в Тюбингене, а с 1817—18 академического года занимался историей в Геттингене. По возвращении был назначен викарием в Унтерзеен, но осенью 1818 года оставил должность и, желая пополнить свои познания по восточным языкам, отправился в Париж, где изучал арабский, персидский и санскритский языки. 
Пробыв некоторое время в Англии, Самуил Готтлиб Рудольф Генци летом 1819 года вернулся на родину, желая посвятить себя ученой деятельности. В это время в Дерптском университете освободилась кафедра экзегетики и восточных языков, на которую он и был избран Советом университета, а 5 марта 1820 года утверждён в должности ординарного профессора. Ещё до отъезда Генци получил в Тюбингенском университете степень доктора богословия за обработку части еще неизданного арабского комментария Бейдаки о Коране.
Приехав в Дерпт, 30 августа 1820 года он прочитал вступительную лекцию: «Ueber Verhältniss der Schriften des Alten und Neuen Testaments zu einander nach Inhalt und Form» и начал преподавание. Кроме лекций по экзегетике, он читал ещё лекции по восточным языкам, руководил практическими занятиями по экзегезе в богословской семинарии, а в 1822—1823 академическом году Генци временно руководил практическими занятиями «по евангельским перикопам».
В 1821 году он стал директором Дерптского отделения Русского (российского) библейского общества, а в 1822 году — членом училищной комиссии; был четыре раза избираем деканом богословского факультета.
Умер в Дерпте 1 (13) февраля 1829 года. Имел чин надворного советника.

## Избранная библиография
- «Predigt über Röm., І, 16» (проповедь, сказанная в Дерпте 7 ноября 1820 года), Дерпт, 1821;
- Progr. Libri Ecclesiastae argumenti brevis adnumeratio. Дерпт, 1827;
- Abriss einer Grammatik und Wörterverzeichniss der Hawai-oder Sandwichsprache ("Hertha, Zeitschr. f. Erde-, Völker- und Staatenkunde", 1826 г., изд. H. Berghaus'oм и V. Hoffmann'oм при участии A. v. Humboldt'а в Штутгарте и Тюбингене, II, 74—120;
- Fragmenta arabica e codicibus Parisinis nunc primum edidit. Petropoli, 1828 (напечатано за счет университета).